# Franz Karl Stanzel
Franz Karl Stanzel (4. srpna 1923, Molln – 17. října 2023) byl rakouský anglista a literární teoretik.
Stanzel byl profesorem v Göttingenu a Erlangenu, emeritním profesorem anglistiky na univerzitě ve Štýrském Hradci.
Od 50. let se Stanzel zabýval naratologií. Jeho model vyprávěcích situací se používá dodnes.

## Publikace
- Seznam děl v Souborném katalogu ČR, jejichž autorem nebo tématem je Franz Karl Stanzel
- Typické vyprávěcí situace v románu (Die typischen Erzählsituationen im Roman, 1955)
- Typické formy románu (Typische Formen des Romans, 1964)
- Teorie vyprávění (Theorie des Erzählens, 1. vyd. 1979, 2. opr. vyd. 1982, česky 1988 v překladu Jiřího Stromšíka)